# Die Verleumdung des Apelles

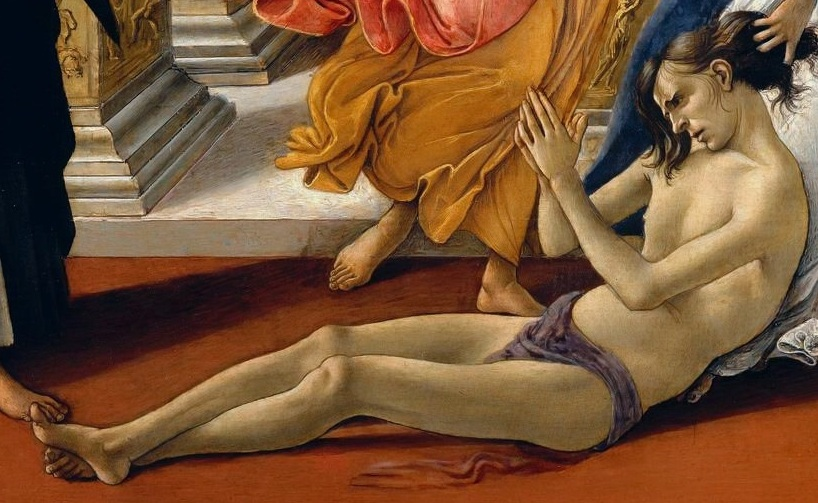
Apelles

Die Verleumdung des Apelles (italienisch La Calunnia di Apelle) ist ein um die Jahre 1494/1495 entstandenes allegorisches Gemälde des italienischen Malers Sandro Botticelli.
Das vermutlich nicht im Auftrag entstandene Bild, das wohl als ein Bravourstück von potentiellen Mäzenen wahrgenommen werden sollte, hat Botticelli später an seinen Freund Antonio Segni verschenkt.
Die Vorlage und das Thema des Bildes geht zurück auf Lukians berühmte Beschreibung eines verschollenen Gemäldes des antiken Malers Apelles, einem Zeitgenossen Alexanders des Großen. Nach Lukians Darstellung soll es Apelles gemalt haben, nachdem er von seinem eifersüchtigen Kollegen Antiphilos beim König (wohl Ptolemaios I., ein früherer General Alexanders) denunziert worden war, an einer Verschwörung gegen ihn beteiligt zu sein. Nachdem sich seine Unschuld herausgestellt hatte, malte er aus Rache an den Beteiligten sein Bild, auf dem er dem König Eselsohren wie die des Midas gab.

## Beschreibung
Auf der rechten Seite sitzt auf einem hohen Thron ein König mit Zepter und Krone und mit langen Eselsohren. Mit niedergeschlagenen Augen lauscht er den Einflüsterungen zweier weiblicher Personen, der Dummheit und der Anmaßung; die bei Lukian Unwissenheit (altgriechisch Ἄγνοια) und Verdächtigung (Ὑπόληψις) heißen.

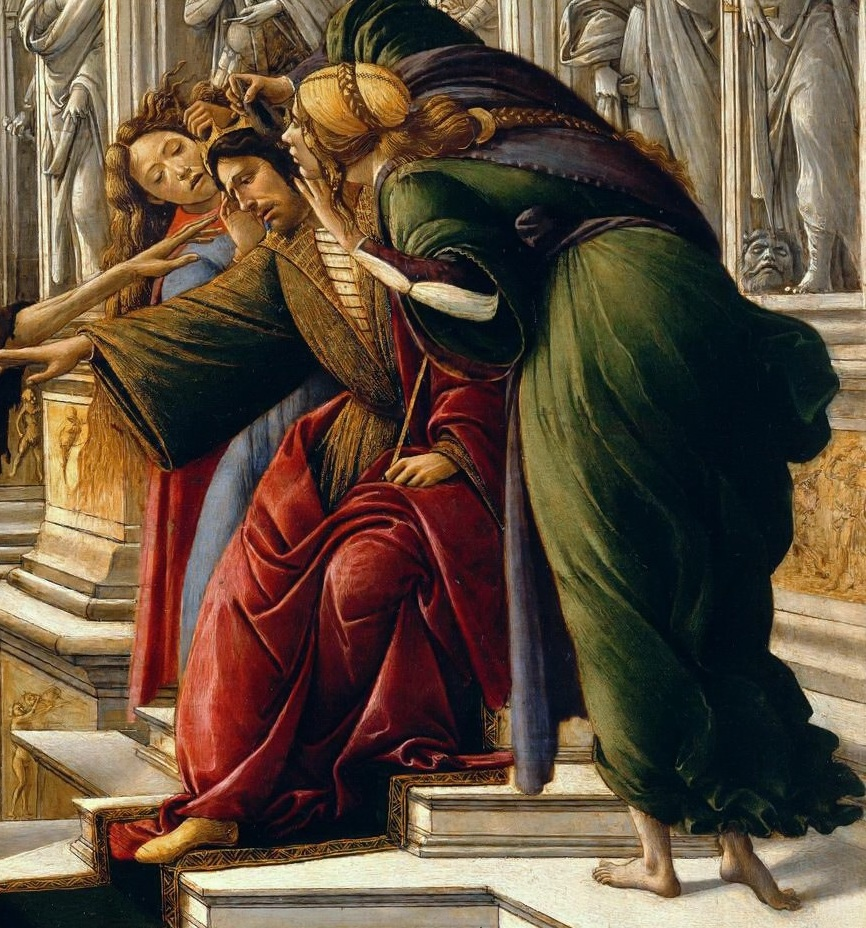
König Midas mit Dummheit und Anmaßung

Vor dem dreistufigen Thron steht ein in einen zerfetzten Kapuzenmantel gehüllter Mann, der die linke Hand anklagend dem König entgegenstreckt und mit seiner dürren Rechten die Hand einer schönen jungen Frau mit einer brennenden Fackel umklammert hält. Es sind der Neid und die Verleumdung. Diese zerrt einen fast nackten Mann an den Haaren hinter sich her, der seine Hände bittend erhoben hat: Es ist der angeklagte und verleumdete Apelles. Um die Verleumdung bemühen sich zwei schöne junge Frauen, die Nachstellung (Ἐπιβουλή) und – mit flatternden pastellfarbenen Gewändern herbeieilend – der Betrug (Ἀπάτη; im Italienischen feminin fraude).
Hinter dieser dicht gedrängten Gruppe wendet sich ein dürres, in Lumpen gehülltes Weib mit verhülltem Haupt – Personifikation der Reue – einer nackten und schönen jungen Frau zu, die den Kopf erhoben hat und zum Himmel zeigt, es ist die nackte Wahrheit, die nichts zu verbergen hat und den Himmel als Zeugen anruft.

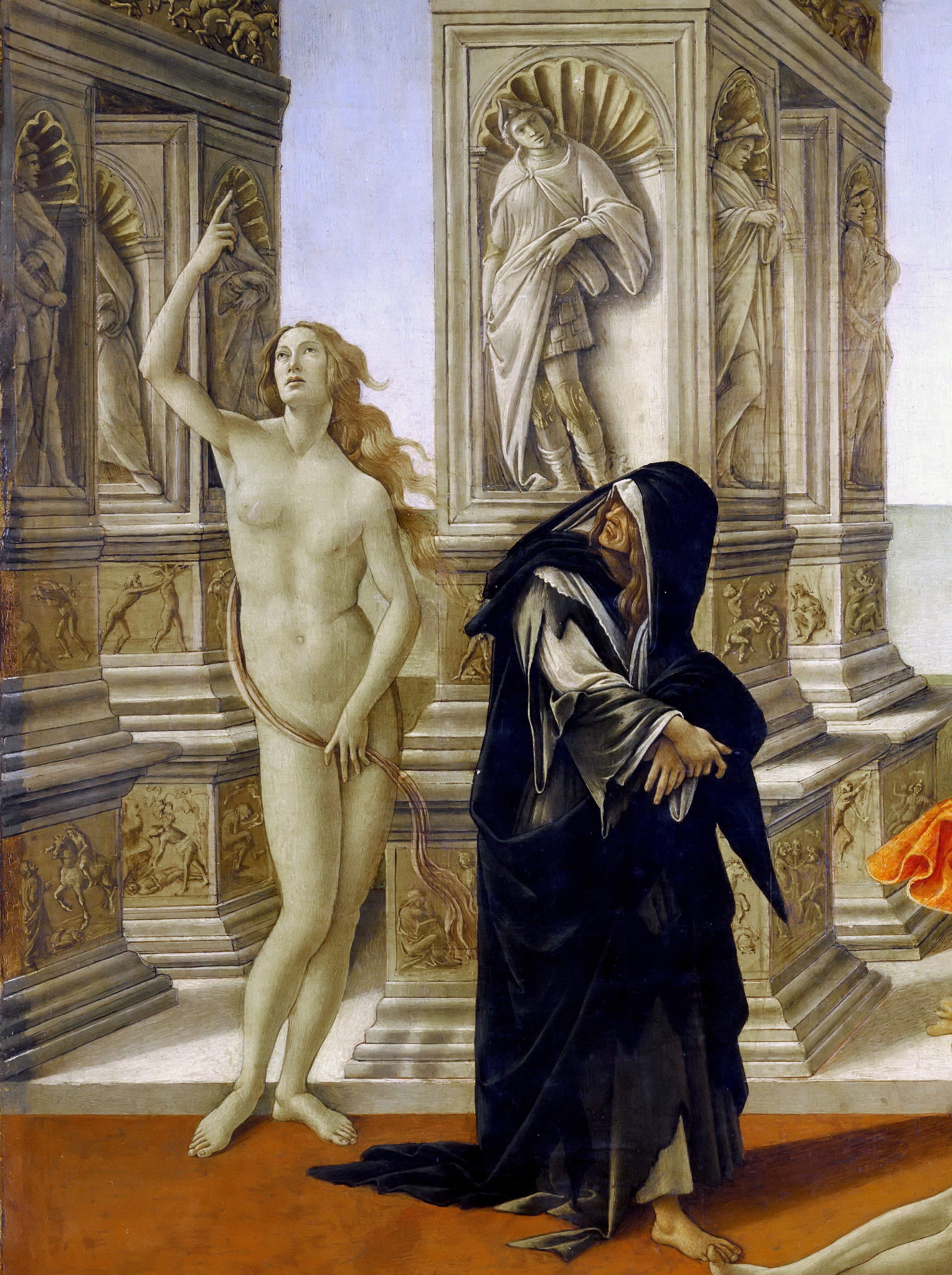
Wahrheit und Reue

Die Szene spielt in einem Innenraum, der sich durch eine prächtige Renaissancearchitektur auszeichnet. Drei mit Tonnengewölben und dekorierten Kassettendecken überspannte und von mächtigen Pfeilern gestützte Durchgänge erlauben den Blick in eine unbestimmte Ferne.
Kämpferzone, Basis und Sockel der Pfeiler sind mit antikisierenden Reliefs dekoriert, die Pfeiler selbst und die Rückwand des Throns mit Rundbogennischen und Skulpturen. Bei den Reliefs handelt es sich um Szenen aus dem Kampf der Zentauren und aus dem Mythos von Ariadne und Bacchus. Von den Figuren ist nur die hinter dem Thron sicher als Judith mit dem Kopf des Holofernes zu identifizieren.